# Michael Anderson (regissör)
Michael Anderson, född 30 januari 1920 i London, död 25 april 2018 i Vancouver i Kanada, var en brittisk filmregissör.

## Biografi
Anderson är son till skådespelarna Beatrice och Lawrence Anderson. Efter att ha tjänstgjort i andra världskriget började han sin karriär som regissör i Storbritannien. Hans regidebut var Private Angelo från 1949. Sitt genombrott fick han med filmen De flögo österut, 1954. Denna följdes av Jorden runt på 80 dagar och 1984 (båda 1956). För Jorden runt på 80 dagar nominerades han till en Oscar och en Golden Globe för sin regi. Under 1960-talet regisserade han bland annat På främmande mark (1965), Quiller - vårt äss i Berlin (1966) och Fiskarens skor (1968).
I Hollywood gjorde han filmer som Doc Savage (1975) och den framgångsrika Flykten från framtiden (1976), samt Orca (1977). Bland hans senare filmer märks bland annat Millennium (1989) och en rad TV-filmer. Hans sista film var Nya äventyr med Pinocchio (1999).
Anderson var gift tre gånger och är far till bland andra skådespelaren Michael Anderson Jr och producenten David Anderson.

## Filmografi i urval
- Nätter i hamn (1950)
- Högt spel (1951)
- De flögo österut (1955)
- 1984 (1956)
- Jorden runt på 80 dagar (1956)
- Spökskeppet - kampen om Mary Deare (1959)
- De unga kannibalerna (1960)
- Vild och underbar (1964)
- På främmande mark (1965)
- Quiller - Vårt ess i Berlin (1966)
- Fiskarens skor (1968)
- Pope Joan (1972)
- Doc Savage (1975)
- Officerssvinet (1975)
- Flykten från framtiden (1976)
- Orca (1977)
- Millennium (1989)
- Den unga kejsarinnan (1991) (miniserie)
- The Sea Wolf (1993) (TV-film)
- Nya äventyr med Pinocchio (1999)